# Joanne Rogers
Joanne Rogers, née le 9 mars 1928 à Jacksonville et morte le 14 janvier 2021 à Pittsburgh, est une musicienne, comédienne et pianiste américaine.

## Biographie
Originaire de la Floride, Sara Joanne Byrd est la fille de Wyatt Adolphus Byrd, un vendeur de café itinérant qui a ensuite travaillé pour la Poste. Sa mère, Ebra Edwards Byrd est une femme au foyer qui partage avec sa fille son amour de la musique. Elle aime jouer du ragtime au piano à l'oreille. Joanne Byrd commence à prendre des leçons de piano à l'âge de 5 ans.
Elle étudie la musique au Rollins College de Winter Park, où elle est lauréate d’un baccalauréat en interprétation du piano. Elle y rencontre également son futur mari, Fred Rogers. 
Elle obtient ensuite un master en musique à l'Université d'État de Floride à Tallahassee. Elle étudie avec le compositeur et chef d'orchestre hongrois, Ernst von Dohnanyi,.
En 1952, elle se marie avec Fred Rogers, animateur et producteur de télévision américain. Ils deviennent les parents de deux fils, James Byrd Rogers et John Rogers,.
Joanne Rogers enseigne à l'école préparatoire de musique du Chatham College dans les années 1950. Au début des années 1970, elle enseigne pendant quatre ans au Carlow College. En 2019, elle reçoit un diplôme honorifique de l'université Duquesne.
Joanne Rogers décède le 14 janvier 2021 à son domicile de Squirrel Hill à l'âge de 92 ans, entourée de sa famille et de ses amis,.

## Carrière professionnelle

### Musique
Pianiste de concert en duo, Joanne Rogers se produit avec son amie de longue date, Jeannine Morrison, basée en Géorgie. Elle commence à donner des concerts dans les années 1970. Les musiciennes enregistrent deux albums, Duo-Piano Favorites et A Virtuoso Duo-Piano Showcase. Elle arrête sa carrière musicale vers 2016, des suites d’une arthrite.

### Télévision
Joanne Rogers réalise les voix de certains des personnages de la première émission de télévision de Fred Rogers, The Children's Corner. Elle fait également quelques apparitions dans le rôle de Mme Rogers,,. 
Connue pour son rire charismatique, Joanne Rogers incarne l'héritage télévisuel de son mari après sa mort en 2003, à travers notamment les actions de la Fred Rogers Productions,,. Elle entame ainsi sa première tournée des médias en 2003, pour promouvoir la sortie de The World According to Mister Rogers : Important Things to Remember, un recueil de ses discours et autres écrits.

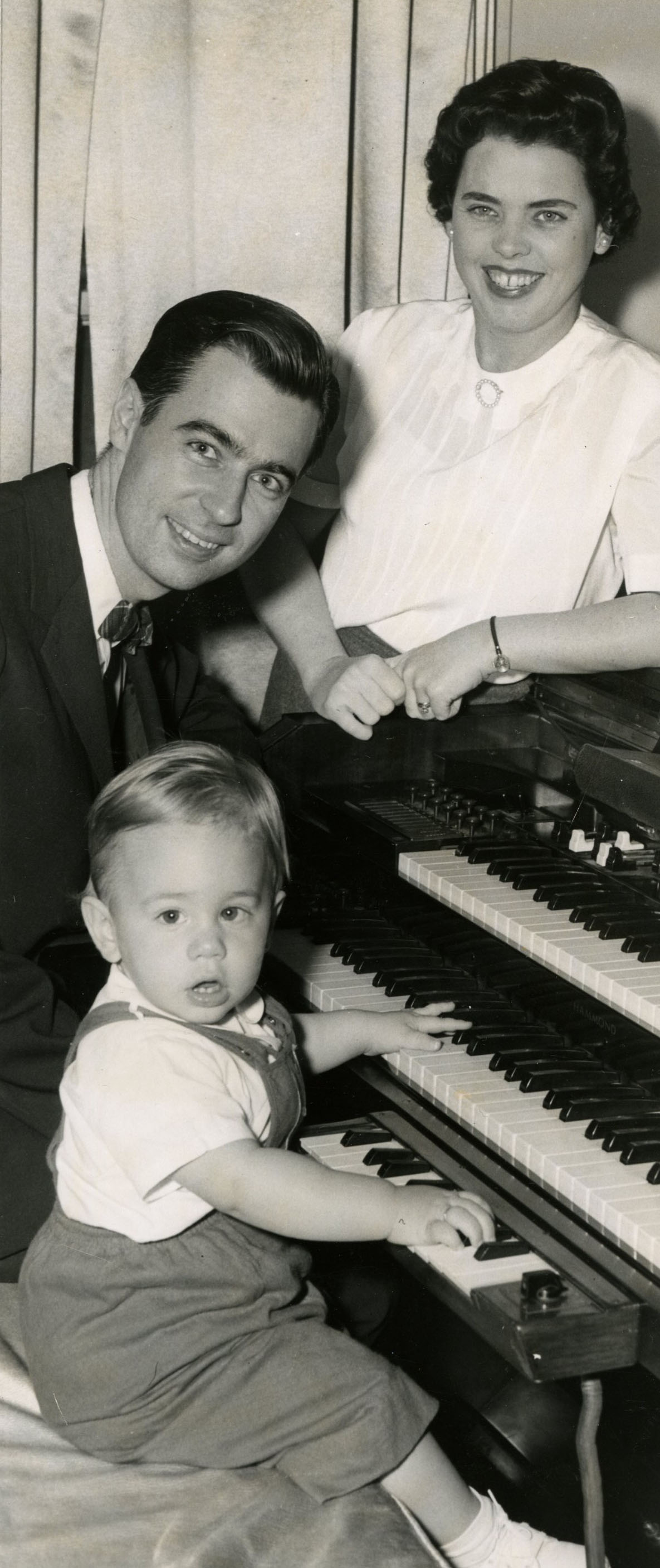
Fred Rogers, Joanne Rogers et leurs fils James, le 17 novembre 1960.

Elle devient présidente de la société, et participe à l'embauche de Kevin Morrison comme directeur de l'exploitation. Elle aide à développer et à lancer Daniel Tiger's Neighborhood, un succès de la chaîne de télévision PBS Kids depuis sa première en 2012. 
Elle apparaît dans des émissions d'information et des talk-shows de fin de soirée pour promouvoir la publication de livres et de documentaires sur «Mister Rogers» et son émission emblématique Mister Rogers' Neighborhood.
En 2018, Joanne Rogers est sollicitée pour les célébrations du 50e anniversaire de la série Mister Rogers' Neighborhood". La même année sort le documentaire Won't You Be My Neighbor ?. En 2019, son mari Fred Rogers est incarné par l’acteur américain Tom Hanks dans le film, L'Extraordinaire Mr. Rogers de Marielle Heller. Son personnage est incarné par l’actrice Maryann Plunkett,,.

## Discographie
- 1995 : A Virtuoso Duo-Piano Showcase, Jeannine Morrison et Joanne Rogers, ACA Digital Recordings
- 1997 : Duo-Piano Favorites, Jeannine Morrison et Joanne Rogers, ACA Digital Recordings